# Асен Лазаров
Асен Василев Лазаров е български агроном, работил главно в областта на приложната ентомология.
Роден е в София през 1905 г. Завършва „Агрономство“ в Софийския университет „Св. Климент Охридски“ през 1928 г.
От 1931 г. е директор на Земеделското училище в Искрец, а от 1934 г. работи в Централния земеделски научноизследователски институт в София. Той е сред основателите на Института за защита на растенията.
От 1943 г. е доцент, от 1947 г. – професор и ръководител на Катедрата по ентомология в Агрономическия факултет на Софийския университет, а от 1953 г. – в новосъздадения Висш селскостопански институт. От 1970 г. е член-кореспондент на Българската академия на науките.